# Phyllanthus niinamii
Phyllanthus niinamii är en emblikaväxtart som beskrevs av Bunzo Hayata. Phyllanthus niinamii ingår i släktet Phyllanthus och familjen emblikaväxter.
Artens utbredningsområde är Taiwan. Inga underarter finns listade i Catalogue of Life.